# Vermilia echinata
Vermilia echinata är en ringmaskart som beskrevs av Requien 1848. Vermilia echinata ingår i släktet Vermilia och familjen Serpulidae. Inga underarter finns listade i Catalogue of Life.